# المواطنة للتنمية المستدامة
مركز المواطنة للتنمية المستدامة مؤسسة غير ربحية، تأسست في الأردن عام 2016، يسعى إلى ترسيخ قيم المواطنة وتثمين التنوع والتحول الديمقراطي في المنطقة العربية من خلال برامج التربية المدنية وتعزيز المشاركة الإيجابية للشباب في الشأن العام وإعداد أوراق السياسات وخلق مساحات حوارية في المجتمع، كما يعمل المركز على بناء قدرات منظمات المجتمع المدني من خلال برامج المهارات والتحول الرقمي للمجتمع المدني.
أهداف مجالات تركيز مركز المواطنة:

تكريس المواطنة الفاعلة والصالح العام
بناء قدرات مؤسسات المجتمع المدني
برامج مركز المواطنة:

أولاً: البرنانج التدريبي «المواطنة والشأن العام» 
ثانيًا: منتدى الشباب والشأن العام «فضاء حواري»
ثالثًا: مجلة الوعي السياسي
رابعا: البرنامج التدريبي «التحول الرقمي للمجتمع المدني»
خامسًا: منصة «المساءلة»
عضويات مركز المواطنة:

المركز عضو في عدد من الشبكات والهيئات الدولية، من بينها منتدى الشباب والطلبة العالمي، شبكة العمل المدني، شبكة أديان من أجل السلام العالمية، المساحة المشتركة للمجتمع المدني.
إدارة مركز المواطنة:

يرأس مركز المواطنة هيئةإدارية واستشارية وفريق عمل ومجموعات من المتطوعين.
تشغل الأستاذة آمنه الشابي وهي ناشطة مدنية وحقوقية من تونس منصب الرئيس، ويشغل عبدالله الجبور الباحث في الاجتماع السياسي منصب المدير التنفيذي ومسؤول البرامج.
الجوائز:

اختارت السفارة الأمريكية في عمان في عام ٢٠١٩ لتمثيل الأردن في برنامج الزائر الدولي في أميركا للمشاركة في برنامج إدارة المنظمات غير الربحية، وعادت السفارة لترشيح المركز للمشاركة في ذات البرنامج عام ٢٠٢١
حصل مركز المواطنة في اكتوبر ٢٠٢٢ على جائزة تكريمية من قبل الاتحاد العالمي للسلام ومنظمة الشباب والطلاب لجهود المركز في تجسيد الوئام بين الثقافات وتعزيز عمل الأمم المتحدة